# Bonnes pratiques pour l'IHM
Pour les articles homonymes, voir HIG.
 (mars 2024).

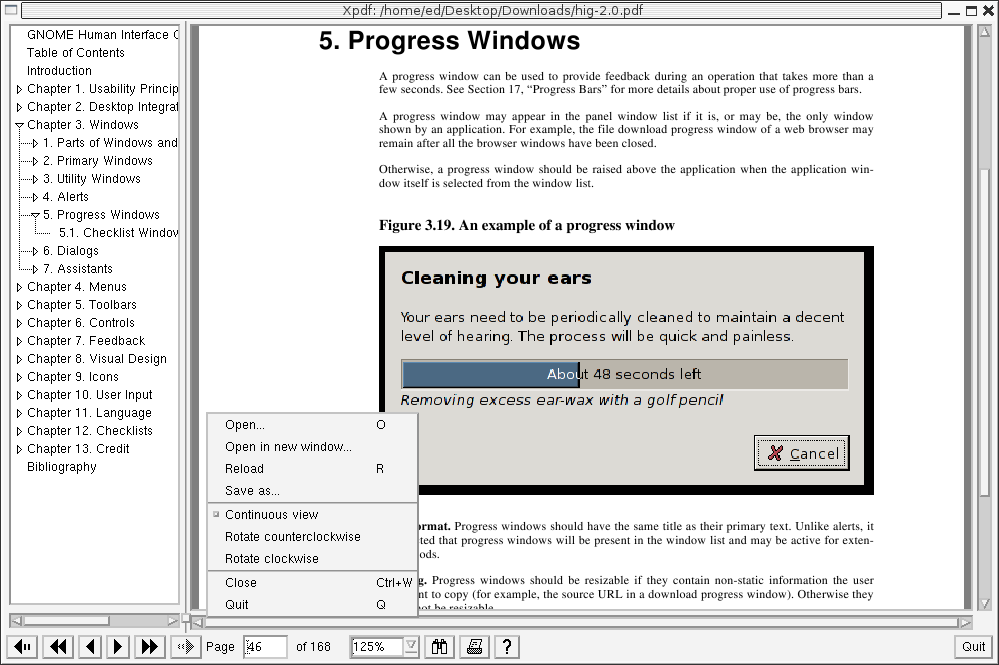
Cet extrait de document est la section "Progress Windows", 5e section des bonnes pratiques pour l'IHM de GNOME.

Les bonnes pratiques pour l'IHM (interaction homme-machine, ou en anglais HIG pour human interface guidelines) sont les lignes directrices que doivent suivre les développeurs dans la production d'un logiciel pour respecter la cohérence de l'aspect et des fonctions des différentes interfaces graphiques destinées à un certain système d'exploitation ou environnement graphique.
Ces règles de conduites sont exposées sous forme de recommandations par l'éditeur du système d'exploitation. Elles visent à améliorer la prise en main du logiciel par les utilisateurs en exploitant des ressources qu'ils peuvent retrouver dans d'autres logiciels. En général, les bonnes pratiques définissent d'abord les règles à respecter en termes d'aspect visuel (choix des polices de caractères, emplacement des menus, conventions sur les icônes, les boutons, les boîtes de dialogue et les fenêtres…). Selon le cas, elles peuvent concerner l'utilisation de la couleur, les effets de transparence et d'ombrage ou encore les animations. Elles s'étendent aussi à tous les mécanismes liés à l'interaction humain-machine, l'utilisabilité, aux fonctions d'aide ou à la présentation et à la saisie d'informations. L'objectif est d'offrir aux utilisateurs le même environnement visuel et le même type de comportement de chaque élément quel que soit le logiciel qu'ils emploient.
Ces règles sont établies en fonction d'études d'ergonomie et de conventions esthétiques. Elles diffèrent selon le système ou l'environnement : les bonnes pratiques de Windows ou de GNOME présentent des particularités par rapport à celles de Mac OS X ou de Symbian OS.

## Dans l'environnement GNU/Linux
Sous GNU/Linux des HIG sont disponibles pour les gestionnaires de fenêtres les plus populaires :
- KDE : KDE Human Interface Guidelines ;
- GNOME : GNOME Human Interface Guidelines.

## Dans les systèmes Apple
Apple a été l'un des premiers éditeurs à fournir des recommandations concernant l'interface graphique, qui imposaient la position de la barre de menus, l'aspect des fenêtres et l'esthétique générale des icônes. Ces recommandations, regroupées dans le document Apple Human Interface Guidelines, sont disponibles en ligne, et s'appliquent aux logiciels conçus respectivement pour Max OS (Mac OS X), iOS, tvOS, et watchOS. D'autres documents sont disponibles pour l'iPhone.

## Dans l'univers Windows
- Windows User Experience Guidelines
- Windows User Experience Interaction Guidelines

On notera d'ailleurs que ces recommandations évoluent dans le temps en fonction des versions de Windows. Les recommandations de Windows XP diffèrent de Windows 7, qui sont à leur tour différentes des recommandations pour concevoir les applications Windows 10 et les Applications universelles (UWP), par exemple.